# Le Marais-la-Chapelle
Le Marais-la-Chapelle – miejscowość i gmina we Francji, w regionie Normandia, w departamencie Calvados.
Według danych na rok 1990 gminę zamieszkiwało 77 osób, a gęstość zaludnienia wynosiła 32 osoby/km² (wśród 1815 gmin Dolnej Normandii Le Marais-la-Chapelle plasuje się na 809. miejscu pod względem liczby ludności, natomiast pod względem powierzchni na miejscu 1076.).